# Bunodontes

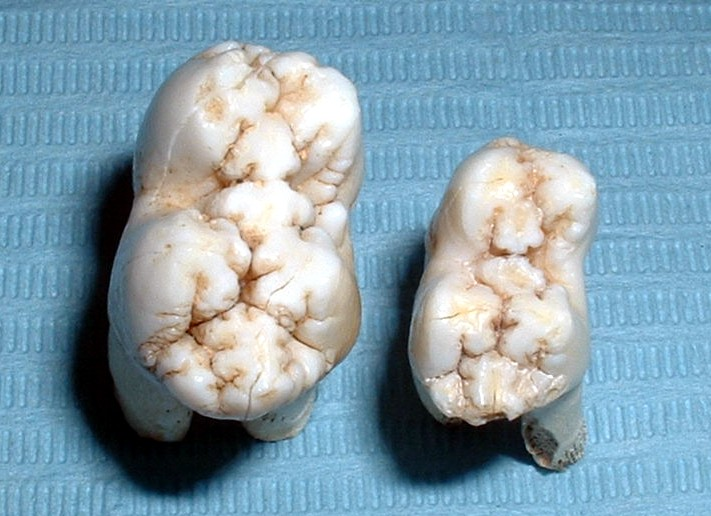
Bunodontes de Sus scrofa domesticus, le cochon commun.

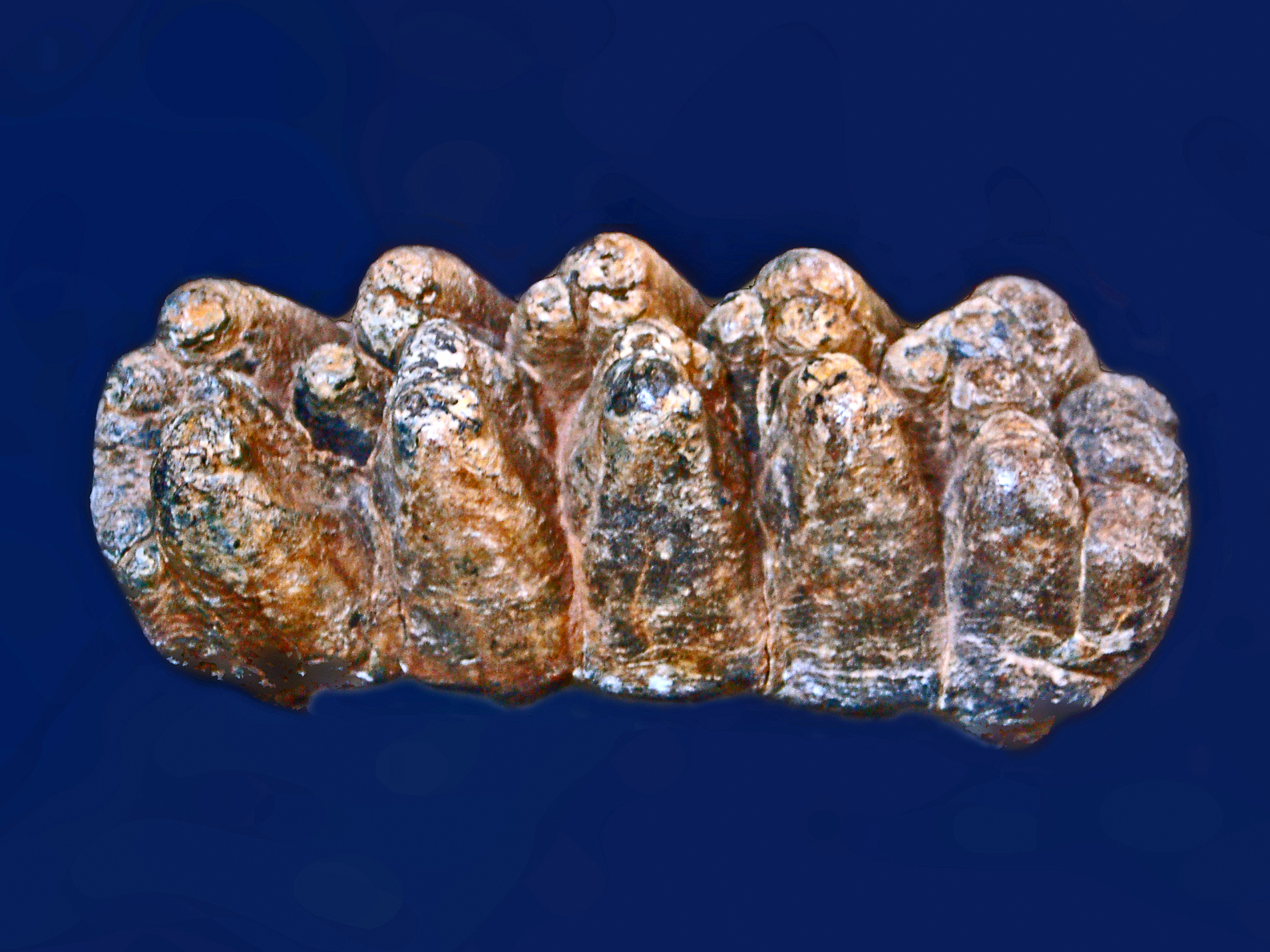
Bunodonte dAnancus arvernensis, un proboscidien primitif.

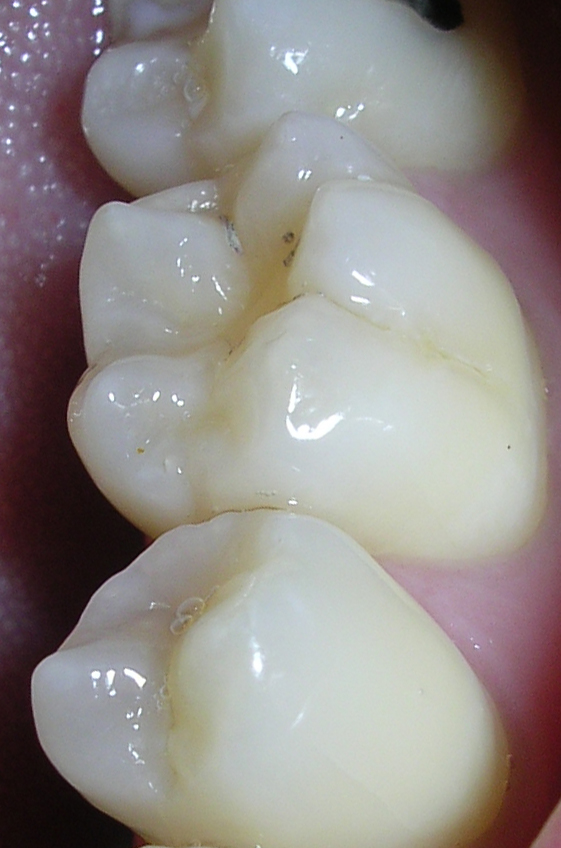
Prémolaires et molaires bunodontes humaines.

Le terme bunodonte désigne un type de molaires arrondies chez les mammifères. Les bunodontes sont typiques des animaux ayant un régime omnivore, tels que les suidés et de nombreux primates, y compris les humains, et se trouvent également chez des herbivores comme les mastodontes.
En anatomie, les molaires avec des cuspides arrondies et sous-développées sont appelées bunodontes, comme chez les primates, y compris les humains, les porcs et les ours. Ces animaux sont généralement omnivores et n'ont pas besoin de dents très développées pour décomposer les fibres végétales, comme les ongulés, qui ont des dents lophodontes ou sélénodontes (avec des crêtes d'émail supplémentaires entre les cuspides). Les dents de lophodonte et de sélénodonte sont toutes deux dérivées de molaires de type bunodonte. Bien que le nombre de cuspides soit variable, il y en a généralement quatre principales sur les molaires supérieures et cinq sur les molaires inférieures. Dans les molaires supérieures, le paracone, le métacone, le protocone et l'hypocone. Dans les molaires inférieures, paraconique, métaconide, protoconide, hypoconide et entoconide. De plus, il existe généralement une cuspide accessoire appelée hypoconulide sur le bord postérieur des molaires inférieures. Le paraconide a tendance à se perdre.
L'hypocone, la cuspide linguale postérieure des molaires supérieures, est apparu de nombreuses fois au cours de l'évolution des mammifères. Le nom « hypocone » désigne plus spécifiquement une cuspide accessoire très développée du bord postérieur (ou post-cingulum) de la dent. Dans le cas de cuspides qui occupent la même place mais ont d'autres origines, on parle de "pseudohypocone",.
Le nom mastodonte, appliqué à divers proboscidiens primitifs, dérive de leurs molaires bunodontes (mamelonaires), 4 en raison de la forme arrondie des cuspides : du grec μαστός [mastós], « poitrine », et ὀδόντος [odóntos], « dent »